# Internationale Kommission zum Schutz der Elbe
Die Internationale Kommission zum Schutz der Elbe (kurz: IKSE) wurde am 8. Oktober 1990 in Magdeburg gegründet. Die Grundlage für die Schaffung der IKSE war die am selben Tag unterzeichnete völkerrechtliche „Vereinbarung über die Internationale Kommission zum Schutz der Elbe“.

## Vertragsparteien
Die Vertragsparteien sind:
- die Bundesrepublik Deutschland
- die Tschechische Republik
- die Europäische Union (nur bis zum 30. April 2004)

Die EU war lediglich bis zum EU-Beitritt der Tschechischen Republik (1. Mai 2004) Vertragspartner der IKSE.

## Ziele
- die Nutzungen, vor allem die Gewinnung von Trinkwasser aus Uferfiltrat und die landwirtschaftliche Verwendung des Wassers und der Sedimente zu ermöglichen,
- ein möglichst naturnahes Ökosystem mit einer gesunden Artenvielfalt zu erreichen und
- die Belastung der Nordsee aus dem Elbeeinzugsgebiet nachhaltig zu verringern.

Um diese Ziele zu erreichen, ist
- eine Verbesserung des Zustandes der Elbe und ihrer Hauptnebenflüsse in physikalischer, chemischer und biologischer Hinsicht in den Komponenten Wasser, Schwebstoffe, Sediment und Organismen sowie
- die Erhöhung des ökologischen Wertes des Elbetales vordringlich.